# L'accusa (film 2021)
L'accusa (Les Choses humaines) è un film del 2021 diretto da Yvan Attal, adattamento cinematografico del romanzo Le cose umane (2019) di Karine Tuil.

## Trama
La vita di Jean Farel, influente opinionista parigino, e di sua moglie Claire, una scrittrice femminista, viene sconvolta dall'arresto del figlio Alexandre, studente modello all'università di Stanford, con l'accusa di stupro nei confronti della figlia del compagno della madre, cosa che lui nega con veemenza. L'apparato mediatico-giudiziario viene messo in moto, scoperchiando verità opposte tra le famiglie dei due ragazzi e mettendo gli uni contro gli altri.

## Produzione

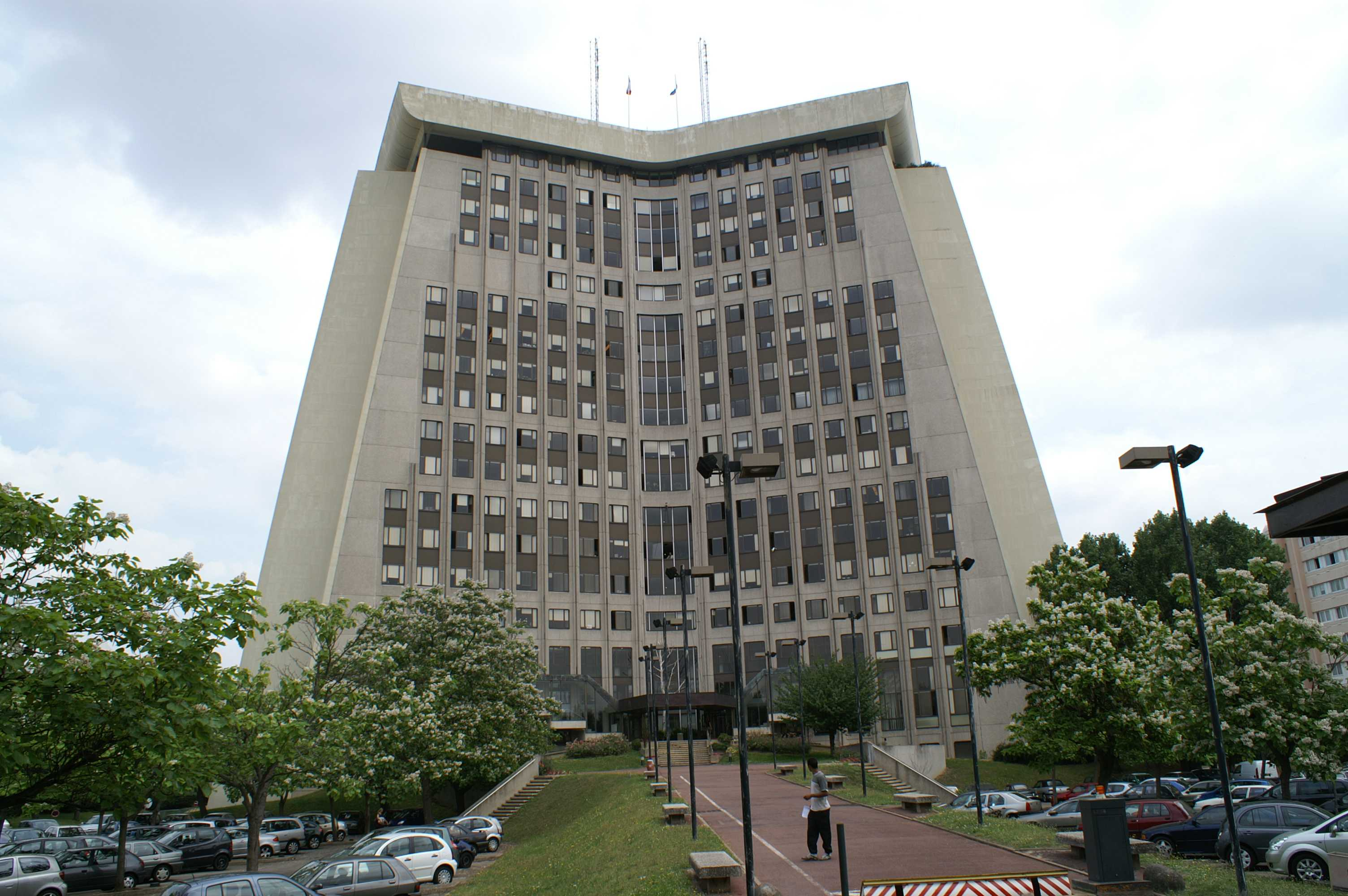
Il tribunale di Créteil è stato tra le location del film.

Le riprese sono cominciate nell'agosto 2020, tenendosi a Parigi e a Créteil, tra cui nel tribunale cittadino.
Il budget del film è stato di 7,9 milioni di euro.

## Distribuzione
Il film è stato presentato in anteprima alla 78ª Mostra internazionale d'arte cinematografica di Venezia il 9 settembre 2021, fuori dal concorso principale. In Francia, è stato presentato al Festival del cinema americano di Deauville l'11 settembre seguente e distribuito nelle sale cinematografiche a partire dal 1º dicembre. È stato distribuito italiane da Movies Inspired a partire dal 24 febbraio 2022.

## Riconoscimenti
- 2022 - Premio César
  - Candidatura per il miglior adattamento a Yaël Langmann ed Yvan Attal